# U-Bahnhof Mühlenfeld
Der U-Bahnhof Mühlenfeld ist eine Haltestelle der Stadtbahn in Mülheim an der Ruhr. Sie wird von der Ruhrbahn unterhalten und liegt an der Essen-Mülheimer Strecke der U18, die von der Stadtbahn Essen betrieben wird.

## Lage
Der Bahnhof liegt unterhalb der Hingbergstraße, auf der vor Eröffnung der U-Bahn-Linie die Straßenbahnlinien 8 und 18 die Essen-Mülheimer Strecke bediente. Es gibt zwei Zugänge zum Bahnsteig. Der nördlich gelegene Zugang liegt in Gehrichtung zur Folkenbornstraße. Der südlich gelegene Teil führt in die Wohngebiete Mühlenfeld und Auf der Wegscheid.

## Bedienung
Im U-Bahnhof hält die Linie U18 der Stadtbahn Essen. Im Nachtnetz wird der U-Bahnhof oberirdisch von den Nachtexpressen NE1 und NE3 der Ruhrbahn angefahren.
| Linie | Verlauf | Takt   |
| ----- | --- | ------ |
|       | Essen, U Berliner Platz – U Hirschlandplatz – U Essen Hbf – U Bismarckplatz – Savignystraße/ETEC – Hobeisenbrücke – E-Frohnhausen, Wickenburgstraße – Mülheim (Ruhr), Rhein-Ruhr-Zentrum – Rosendeller Straße – U Eichbaum – U Heißen Kirche – U Mühlenfeld – U Christianstraße – U Gracht – U Von-Bock-Straße – U Mülheim (Ruhr) Hbf | 10 min |
| NE1   | MH-Stadtmitte → Dieter-aus-dem-Siepen-Platz → Dümpten → Eppinghofen → Winkhausen → Heißen Kirche → Mühlenfeld → Christianstraße → Gracht → Dieter-aus-dem-Siepen-Platz → Mülheim Hbf Nordeingang → MH-Stadtmitte Gegenrichtung zur Linie NE3                                                                                          | 60 min |
| NE3   | MH-Stadtmitte → Dieter-aus-dem-Siepen-Platz → Mülheim Hbf Nordeingang → Christianstraße → Mühlenfeld → Heißen Kirche → Winkhausen → Dümpten → Eppinghofen → Dieter-aus-dem-Siepen-Platz → MH-Stadtmitte Gegenrichtung zur Linie NE1                                                                                                   | 60 min |

## Sperrung

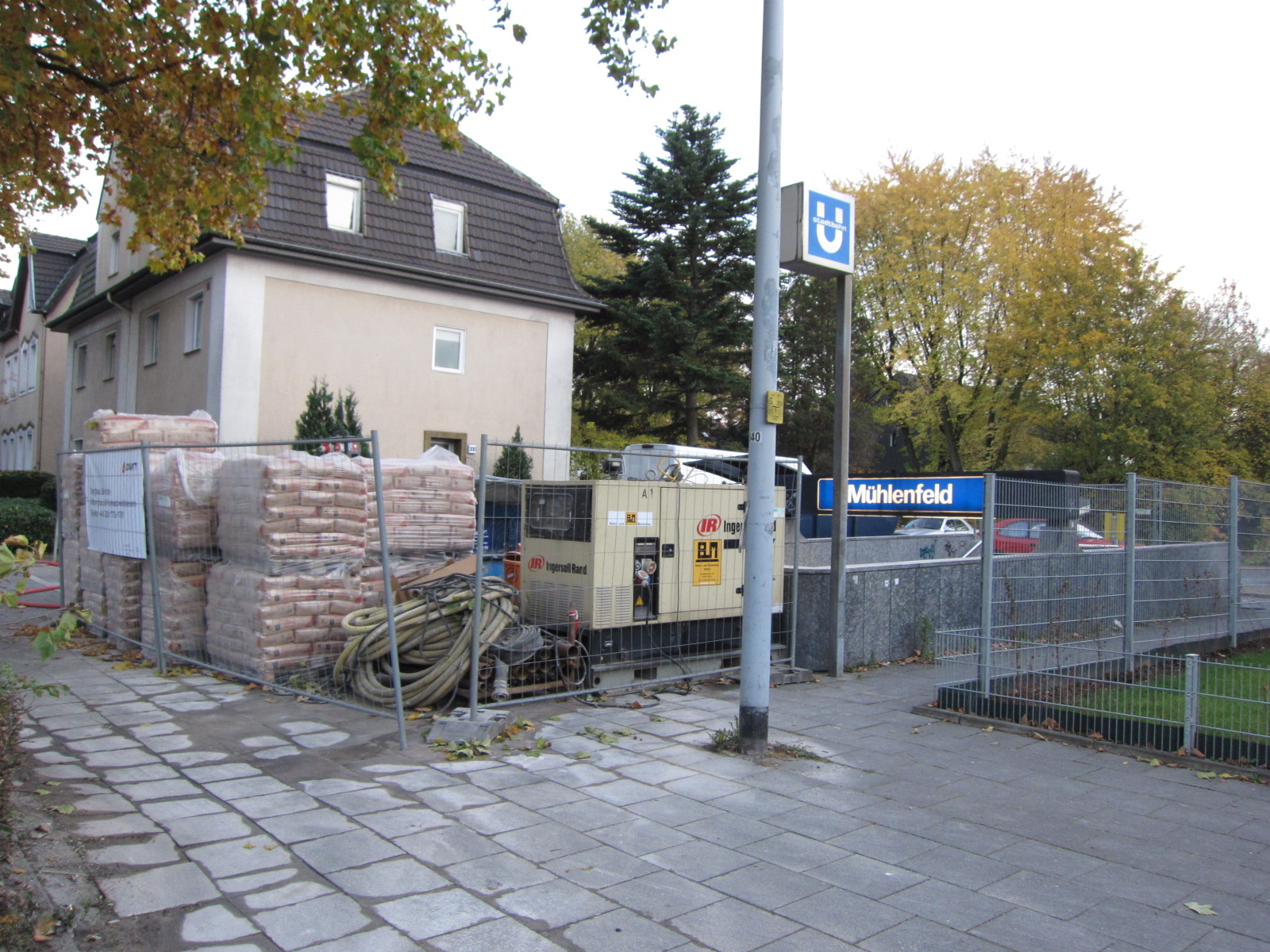
Wegen Bergbauschäden war der U-Bahnhof von Oktober 2011 bis Februar 2012 nicht zugänglich

Die Haltestelle wurde am 23. Oktober 2011 wegen vermuteter Bergbauschäden vorübergehend gesperrt. Ebenfalls stillgelegt wurde wegen Einsturzgefahr die Linie U18 zwischen Heißen Kirche und Hauptbahnhof. Bei Probebohrungen wurden Hohlräume und Lockerungen bis in eine Tiefe von sechs Metern unterhalb des Bahnsteiges gefunden, so dass eine sofortige Sperrung aus Sicherheitsgründen erforderlich wurde.
Ab dem 18. Januar 2012 verkehrte die Linie U18 wieder zwischen Heißen Kirche und Hauptbahnhof, hielt zunächst aber noch nicht am U-Bahnhof Mühlenfeld. Dieser wird seit dem 2. Februar 2012 wieder angefahren.
Die Kosten für die Behebung der Bergbauschäden werden mit 1,8 Mio. Euro beziffert. Bei den drei Monate währenden Sanierungsarbeiten wurden 260 Bohrungen in das Erdreich unter der U-Bahn-Station gesetzt, um den Untergrund des Bauwerks bis in eine Tiefe von 30 Metern auf unbekannte, oberflächennahe Flöze zu untersuchen. Anschließend wurden die gefundenen Hohlräume und auch die Bohrlöcher mit insgesamt 580 m³ Zementsuspension verfüllt.

## Weiterführende Informationen
- Liste der Stadtbahn-Haltepunkte in Mülheim an der Ruhr – Übersicht über die weiteren Stadtbahn-Haltepunkte im Mülheimer Stadtbahnnetz
- Stadtbahnnetz Rhein-Ruhr – Hauptartikel über das Stadtbahnsystem im Großraum Rhein-Ruhr, deren Bestandteil die Essener Stadtbahn ist
- Verkehrsverbund Rhein-Ruhr – Hauptartikel über den Verkehrs- und Tarifverbund, deren Teil die Essener Stadtbahn ist